# Тетея (река)
Тетея — река в Иркутской области и Красноярском крае России, левый приток Нижней Тунгуски. Длина реки — 318 км. Площадь водосборного бассейна — 10300 км².
Исток реки находится на Среднесибирском плоскогорье, на высоте более 400 м над уровнем моря, на границе Эвенкийского района Красноярского края и Катангского района Иркутской области. В верховьях Тетея образует административную границу между регионами и течёт преимущественно на северо-восток. Приняв небольшой приток, реку Услэ, Тетея поворачивает на восток. В нижнем течении русло реки активно меандрирует, берега значительно заболочены, в долине реки встречаются многочисленные озёра старичного типа. На правом берегу расположена деревня Тетея. В нижнем течении огибает с юга невысокие горные хребты Лиственничный Ряж, Гырман и Тэтэга, а с севера — хребты Тетеянский и Илганинский. Впадает в Нижнюю Тунгуску по левому берегу на отметке 281 м над уровнем моря, выше впадения Верхней Кочёмы, в 2147 км от устья Нижней Тунгуски. Ширина перед устьем — до 40 м при глубине 1,5 м; скорость течения в низовьях составляет 0,5 м/с. 

## Основные притоки
Указаны поименованные притоки длиной 30 км и более
| Название            | Расстояние от устья | Длина | Положение |
| ------------------- | ------------------- | ----- | --------- |
| Тетеян              | 32                  | 40    | правый    |
| Пурильма            | 35                  | 55    | левый     |
| Егон                | 79                  | 44    | левый     |
| Онёко               | 112                 | 41    | левый     |
| Пашема              | 141                 | 40    | левый     |
| Нижняя Пульваногна  | 153                 | 174   | левый     |
| Средняя Пульваногна | 159                 | 101   | левый     |
| Верхняя Пульваногна | 179                 | 90    | левый     |
| Хованэ              | 231                 | 56    | левый     |

## Данные водного реестра
По данным государственного водного реестра России и геоинформационной системы водохозяйственного районирования территории РФ, подготовленной Федеральным агентством водных ресурсов:
- Бассейновый округ — Енисейский
- Речной бассейн — Енисей
- Речной подбассейн — Нижняя Тунгуска
- Водохозяйственный участок — Нижняя Тунгуска от истока до водомерного поста посёлка Кислокан
- Код водного объекта — 17010700112116100066643